# Battaglia di Qurna
La battaglia di Qurna è stato un episodio della campagna di Mesopotamia della prima guerra mondiale durante la quale le forze ottomane, dopo aver perso Bassora, furono costrette a ritirarsi ulteriormente dall'avanzata britannica. Fu combattuta tra il 3 e il 9 dicembre 1914.

## Contesto
Dopo aver conquistato Bassora ed i pozzi petroliferi di Abadan le forze britanniche costrinsero gli ottomani a ritirarsi risalendo il corso del fiume Tigri.
L'esercito ottomano si assestò nei pressi di Al-Qurna, dove il Tigri e l'Eufrate si congiungono.

## La battaglia
Il 3 dicembre due battaglioni indiani (il 104. fucilieri Wellesley ed il 110. Mahratta di fanteria) ed il reggimento Norfolk attraversarono il Tigri, supportati dalla Royal Navy che, risalendo l'Eufrate bombardò le posizioni ottomane.
Dopo giorni di combattimenti gli ottomani, il 9 dicembre il colonnello Subhi Bey accettò di arrendersi senza condizioni.

## Conseguenze
La battaglia di Qurna rafforzò le posizioni dell'esercito britannico nella Mesopotamia meridionale mettendo al riparo da nuovi attacchi contro Bassora e Abadan.